# Esperança do Sul
Esperança do Sul es un municipio brasileño del estado de Río Grande del Sur.
Se encuentra ubicado a una latitud de 27º21'19" Sur y una longitud de 53º59'32" Oeste, estando a una altitud de 387 metros sobre el nivel del mar. Su población estimada para el año 2004 era de 3.396 habitantes.
Ocupa una superficie de 146,33 km². Está a orillas del río Uruguay, que hace de frontera con la Argentina.
- Datos: Q1784225
- Multimedia: Esperança do Sul / Q1784225